# Jan Wijnants (kunstschilder)
Jan Jansz. Wijnants (Haarlem, ca. 1631, 1632 – Amsterdam, 23 januari 1684) was een Nederlandse landschapschilder, tekenaar en decoratieschilder van interieurs.

## Levensloop
Wijnants is waarschijnlijk in Haarlem geboren. Op 12 december 1660 verklaarde hij dat hij 28 jaar was. Hij was de oudste zoon van de katholieke Haarlemse kunsthandelaar Jan Wijnants (I) en diens eerste, onbekende, vrouw. Zijn vader hertrouwde later met Maria Jansdr. van Stralen, weduwe van Jasper Jaspersz. van Heemskerck. Zodoende werd Wijnants stiefbroer van de schilder Egbert Jaspersz. van Heemskerck (I). Hij was actief in Haarlem vanaf eind jaren 40. Volgens een notariële akte van 25 augustus 1653 woonde hij op dat moment in Rotterdam bij een zekere Maria Wijnants, mogelijk zijn tante. Op 20 april 1660 huurde hij een kamer in Amsterdam en op 28 april daaropvolgend verhuisde hij naar die stad, waar hij tot zijn dood bleef wonen. Op 12 december 1660 ging hij in Amsterdam in ondertrouw met Catharina van der Veer afkomstig uit de Runstraat aldaar.Hij werkte te Haarlem, Rotterdam en Amsterdam.

## Onderwerpen
Wijnants is beïnvloed door Jacob Isaacksz. van Ruisdael. Het verbaast dan ook niet dat zijn onderwerpen bos-, winter- en italianiserende landschappen waren. Ook maakte hij afbeeldingen van dieren en was hij doende met architectuur als genre. 

## Leerlingen
Johannes Lingelbach (Frankfurt am Main, 10 oktober 1622 – Amsterdam, 3 november 1674) was zijn assistent. Deze schilderde figuren in de schilderijen van Nederlands bekwaamste 17de-eeuwse landschapschilders. Ook assisteerde Adriaen van de Velde hem. Wijnants was leraar van Adriaen van de Velde en Nicolaes de Vree. Hij is nagevolgd door Buytewech, Willem Willemsz., Wilhelm von Kobell en Jan Wouwerman. Jan Cornelisz Holblock en Cornelis Vermeulen (1732-1813) lieten zich door hem beïnvloeden.

## Galerij
Een aantal van de werken van Jan Wijnants die in het Rijksmuseum Amsterdam hangen:

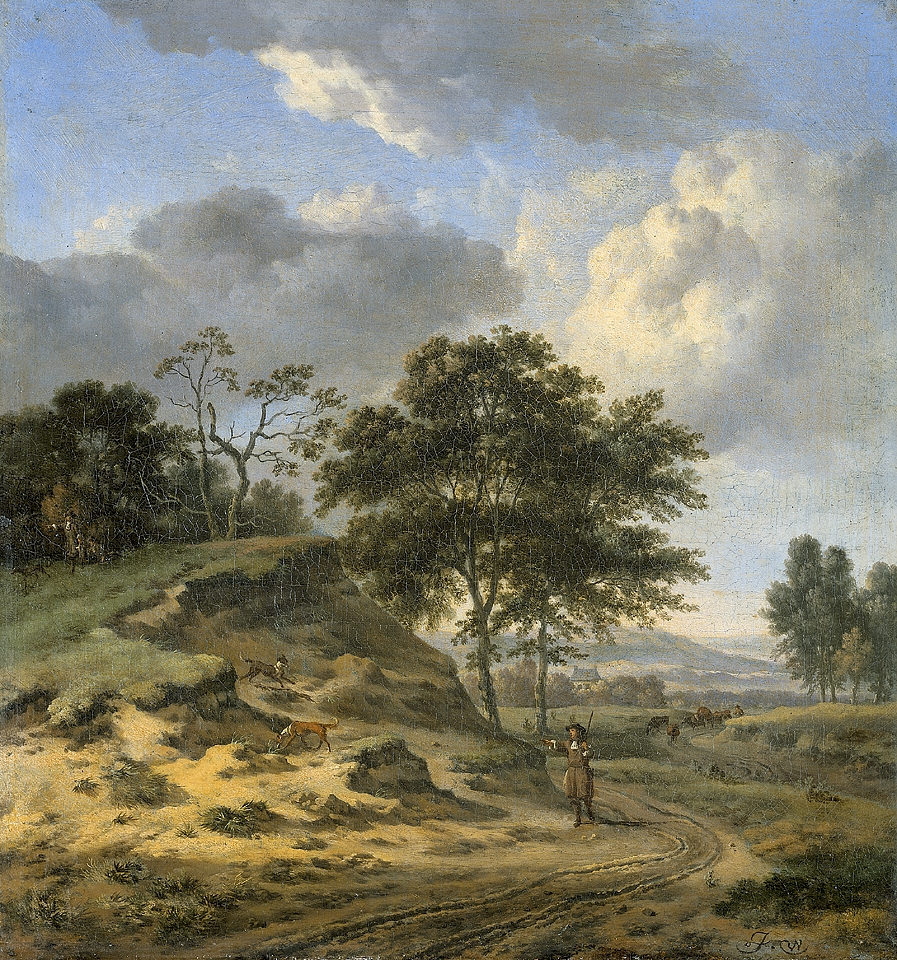
Landschap met twee jagers (1655-1684)
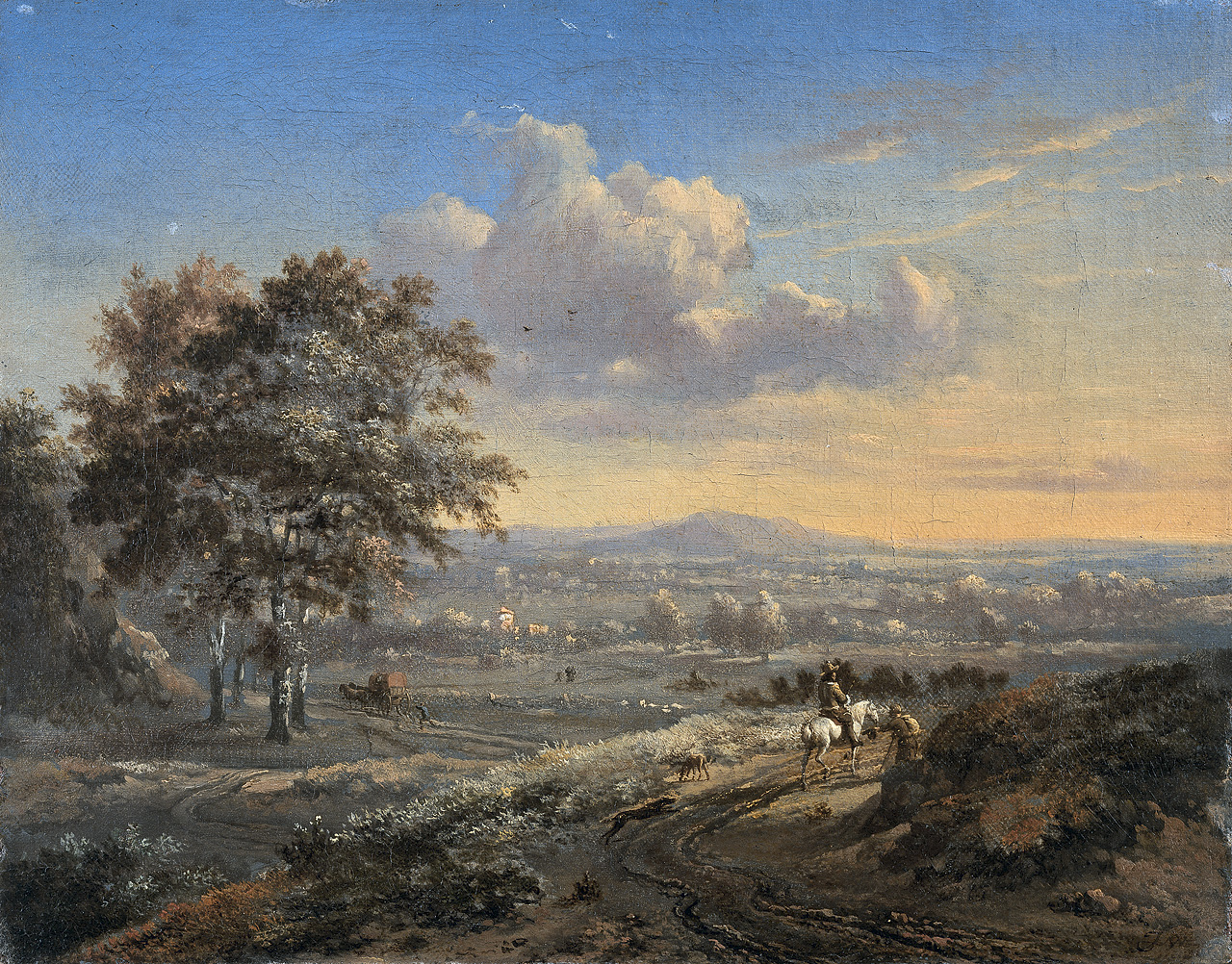
Heuvelachtig landschap met een ruiter op een landweg (1646-1684)
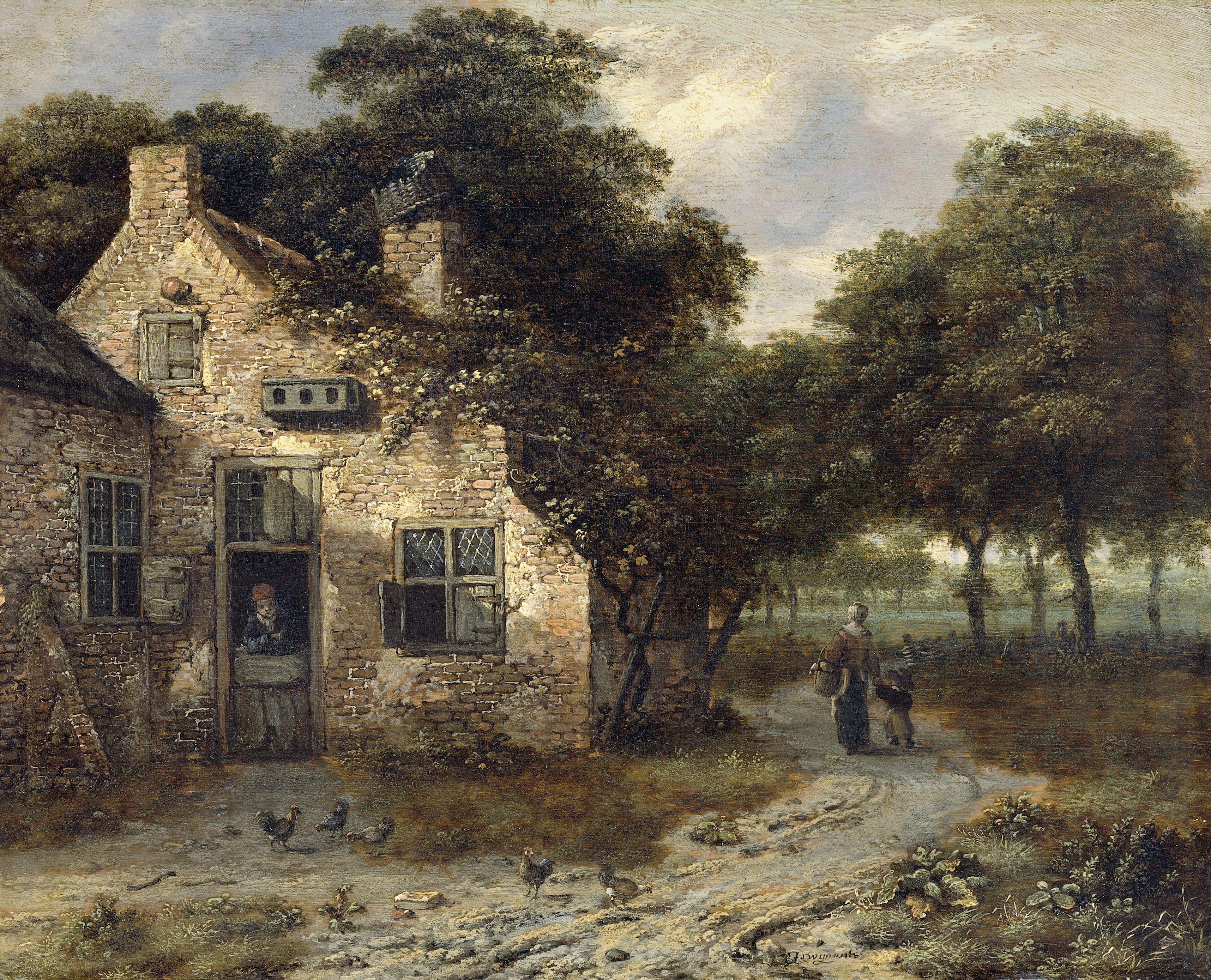
Een boerenwoning (1646-1684)
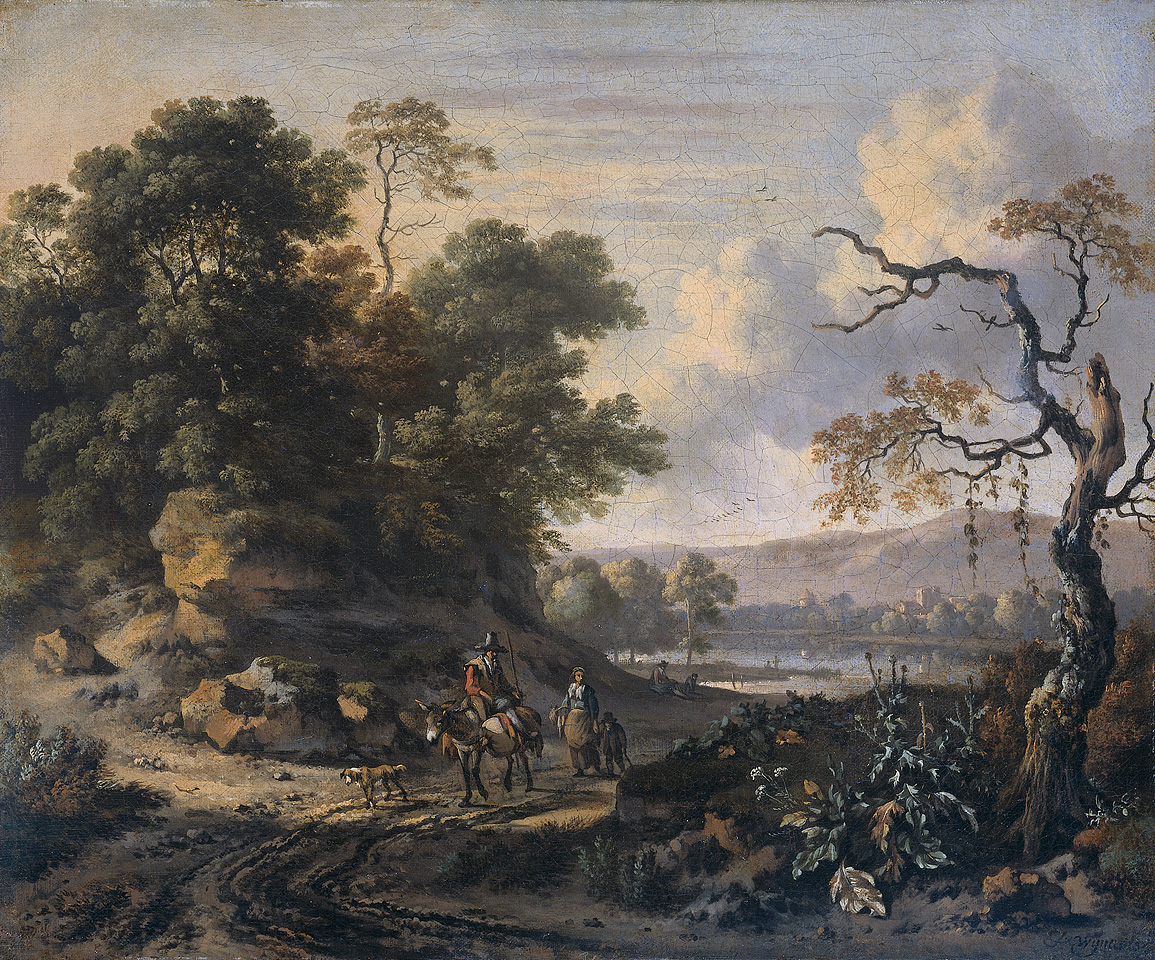
Landschap met ezelrijder (1655-1684)